# Berdeniella betrandi
Berdeniella betrandi är en tvåvingeart som beskrevs av Vaillant 1976. Berdeniella betrandi ingår i släktet Berdeniella och familjen fjärilsmyggor. Inga underarter finns listade i Catalogue of Life.